# 何瓒
何瓒（9世纪—930年），福建人，唐末进士，后唐官员。
李存勖为河东节度使时，为判官。天祐十九年（922年），代张承业为太原留守。
次年（923年），李存勖建后唐，任谏议大夫、太原留守、进秩仆射。后唐天成三年（928年），出任西川节度副使。因西川节度使孟知祥谋自立，改任行军司马。
长兴元年（930年），孟知祥举兵，何瓒被软禁而死。